# Charlie Puth
Charlie Puth, właśc. Charles Otto Puth Jr. (ur. 2 grudnia 1991 w Rumson) – amerykański piosenkarz, kompozytor i producent muzyczny.

## Życiorys

### Rodzina i edukacja
Urodził się w Rumson w New Jersey, jest synem Żydówki Debry Goldstein i Chucka Putha, który ma niemieckie korzenie. Ma dwójkę rodzeństwa: Stephena (który także jest piosenkarzem) i Mikaelę. Jako dwulatek został pogryziony przez psa, czego śladem jest pooperacyjna blizna na prawej brwi.
W 2010 ukończył Rumson-Fair Haven Regional High School. Uczęszczał do Manhattańskiej Szkoły Muzycznej, w której uczył się w klasie fortepianu jazzowego i klasycznego. W 2013 ukończył naukę w Berklee College of Music w Bostonie w Massachusetts.

### Kariera

#### 2009–2014: Początki
We wrześniu 2009 zaczął publikować swoje nagrania muzyczne w serwisie YouTube. W grudniu 2010 wydał niezależnie swój debiutancki album studyjny pt. The Otto Tunes. W 2011 razem z Emily Luther nagrał cover przeboju Adele „Someone Like You”. Nagranie zwyciężyło w konkursie coverowym zorganizowanym przez Pereza Hiltona, po czym duet podpisał kontrakt z wytwórnią eleveneleven założoną przez Ellen DeGeneres. Niedługo później duet wystąpił w kilku odcinkach talk-show DeGeneres, a podczas drugiego z występów – pod koniec stycznia 2012 – wykonali m.in. autorski utwór „Break Again”, którą Puth napisał we współpracy z Robertem Gilliesem.
Puth po jakimś czasie opuścił eleveneleven i podpisał umowę z wytwórnią Atlantic Records. W 2013 wydał niezależnie album pt. Ego.

#### 2015–16:Some Type of LoveiNine Track Mind
W lutym 2015 wydał singiel „Marvin Gaye”, który nagrał w duecie z Meghan Trainor. W tym samym roku napisał, współpracował i zaśpiewał gościnnie w utworze „See You Again” z Wizem Khalifą. Piosenka znalazła się na ścieżce dźwiękowej do filmu Szybcy i wściekli 7. Numer został napisany w hołdzie aktorowi Paulowi Walkerowi i dotarł do pierwszego miejsca list przebojów w Australii, Austrii, Belgii, Szwecji, Kanadzie, Niemczech, Nowej Zelandii, Szwajcarii, Stanach Zjednoczonych i Francji. Puth odpowiadał także m.in. za produkcję utworu „Slow Motion” Treya Songza.
W maju 2015 wydał minialbum pt. Some Type of Love. W następnym miesiącu premierę miał utwór „Nothing but Trouble”, który nagrał z Lilem Wayne’em na ścieżkę dźwiękową do filmu dokumentalnego 808: The Movie.
29 stycznia 2016 wydał album pt. Nine Track Mind. W 2017 rozpoczął współpracę z marką odzieżową Hollister Co. 11 maja 2018 wydał album pt. Voicenotes, który promował singlami: „Attention”, „How Long” i„If You Leave Me Now”.

### Życie prywatne
Był prześladowany w szkole. Wspominając traumatyczne zdarzenia, powiedział: „Związali się przeciwko mnie tak mocno, kopali mnie w miejsce, które nie wydawało się fantastyczne, a ja wymiotowałem, a oni mówili, że udawałem”.
Na początku kariery muzycznej udostępniał publicznie swój prywatny numer telefonu, aby mieć lepszy kontakt z fanami.
W 2022 zaczął spotykać się z Brooke Sansone, którą poślubił we wrześniu 2024.

## Dyskografia

### Albumy studyjne
- The Otto Tunes (2010; wydany niezależnie)
- Ego (2013; wydany niezależnie)
- Nine Track Mind (2016)
- Voicenotes (2018) – złota płyta w Polsce[21]
- Charlie (2022)

### Minialbumy (EP)
- Some Type of Love (2015)